# Пожара
Пожара — деревня в Бабаевском районе Вологодской области. Административный центр Пожарского сельского поселения.
С точки зрения административно-территориального деления — центр Пожарского сельсовета.
Расстояние по автодороге до районного центра Бабаево составляет 70 км. Ближайшие населённые пункты — Демшино, Дийково, Стармуж.
Население по данным переписи 2002 года — 355 человек (174 мужчины, 181 женщина). Преобладающая национальность — русские (99 %).